# 楊時逢
楊時逢，（1903年—1989年），中華民國語言學家。

## 生平
生於1903年，1926年於南京金陵大學畢業。
曾擔任職位如下：
| 時間                  | 職位                           |
| --------------------- | ------------------------------ |
| 1929年4月－1941年12月 | 中央研究院歷史語言研究所助理員 |
| 1942年1月－1944年12月 | 助理研究員                     |
| 1945年1月－1955年7月  | 副研究員                       |
| 1955年8月－1966年7月  | 編纂                           |
| 1966年8月－1975年7月  | 研究員                         |

## 著書

### 專著
- 《湖北方言調查報告》，與趙元任、丁聲樹、吳宗濟、董同龢合著，中央研究院歷史語言研究所專刊之18，1948。
- 《臺灣桃園客家方言》，中央研究院歷史語言研究所單刊甲種之22，1957。
- 《雲南方言調查報告》，中央研究院歷史語言研究所專刊之56，1969。
- 《湖南方言調查報告》，中央研究院歷史語言研究所專刊之66，1974。
- 《四川方言調查報告》，中央研究院歷史語言研究所專刊之82，1984。
- 《李莊方言記》，中央研究院歷史語言研究所專刊之87，1987。

### 期刊論文
- 〈成都音系略記〉，《中央研究院歷史語言研究所集刊》23上（1951）：289-302。
- 〈語言調查與語言實驗〉，《中央研究院歷史語言研究所傅所長紀念特刊》，1951，頁27-31。
- 〈昆明音系〉，《中央研究院院刊》1（1954）：337-372。
- 〈長沙音系〉，《 中央研究院歷史語言研究所集刊 》27（1956）：135-173。
- 〈四川李莊方言略記〉，《中央研究院歷史語言研究所集刊》28上（1956）：283-317。
- 〈湖南方言聲調分佈〉，《中央研究院歷史語言研究所集刊》29上（1957）：31-57。
- 〈雲南方言聲調分佈〉，《中央研究院歷史語言研究所集刊》30上（1959）：119-142。
- 〈四川方言聲調分佈〉，《慶祝董作賓先生六十五歲論文集》上冊， 中央研究院歷史語言研究所集刊外編第四種，1960，頁359-388。
- 〈雲南方言中幾個極常用的詞彙〉，《中央研究院歷史語言研究所集刊》34下（1963）：589-616。
- 〈雲南方言特點及分區概說〉，《中央研究院歷史語言研究所集刊》35（1964）：87-112。
- 〈績溪嶺北方言〉，與趙元任合著，《中央研究院歷史語言研究所集刊》36上（1965）：11-113。
- 〈湖南方言極常用的語彙〉，《慶祝李濟先生七十歲論文集》，臺北：清華學報社，1967，頁831-888。
- 〈南昌音系〉，《中央研究院歷史語言研究所集刊》39上（1969）：125-204。
- 〈臺灣美濃客家方言〉，《中央研究院歷史語言研究所集刊》42.3（1971）：405-466。
- 〈江西方言聲調的調類〉，《中央研究院歷史語言研究所集刊》43.3（1971）：403-432。

## 外部連結
- 中央研究院歷史語言研究所 （页面存档备份，存于）